# Stazione di Gricignano
Stazione di Gricignano vasútállomás Olaszországban, Gricignano di Aversa településen.

## Vasútvonalak
Az állomást az alábbi vasútvonalak érintik:
- Nápoly–Foggia-vasútvonal
- Villa Literno–Cancello-vasútvonal

## Kapcsolódó állomások
A vasútállomáshoz az alábbi állomások vannak a legközelebb:
- Stazione di Marcianise
- Stazione di Aversa